# プライバシーモード
プライバシーモード（英語: Privacy mode）またはプライベートブラウジングモード（英語: Private browsing）とは一部のウェブブラウザに搭載されている機能で、ウェブサイト閲覧後に履歴やcookieなどの記録を自動で削除しプライバシーに関わる情報を保護する機能の総称。ただし、この機能は利用者に匿名性を提供するものではない。

## 概要
通常、ウェブブラウザは閲覧履歴に加え、画像、テキスト、ビデオなどをキャッシュに格納している。プライバシーモードを使用した場合、選択されたセッションの間のみ、これら履歴情報の保存を無効化する。つまり、これらの履歴データやCookie、Flash Cookie（Flash Player 10.1以降がインストールされた環境のみ）などを保存せずに閲覧を行う。このため通常と同様のウェブ閲覧は可能だが、閲覧（セッション）を終えた後にブラウザの履歴保存設定を無視して履歴やキャッシュなどすべての閲覧データは削除され、閲覧したサイトの情報を調べることはできなくなる。これにより、フィルターバブルや行動ターゲティング広告などのトラッキングを回避できる場合もある。
以上のことから、英語圏の俗称はポルノモードで、アダルトサイト閲覧に適した機能とも言われる。
その一方で、Silverlightのようなプラグインでは、特定のCookieが保持される。その他、閲覧したサイトのWebサーバでも、接続時にプライバシーモードを使用したことがわかる。
また、私的な利用や情報漏洩を監視するなどの目的から、学校、企業、公共施設などのネットワークでは、各端末機・利用側のコンピューターに割り当てられたプライベートIPアドレスや閲覧したウェブサイト、日時などが記録される場合があり、閲覧者のコンピュータ本体以外の場所に記録される接続履歴を閲覧者が削除する機能はない。さらに、TorやVPNのように何らかの中継サーバを経由してウェブサイトに接続するわけではないため通常閲覧の状態と同様、利用者のグローバルIPアドレスはウェブサイトに通知される。したがって、この機能は匿名性を提供するものではない。

## 対応ブラウザ
プライバシーモードが最初に提供されたのは、2005年で、Mac OS X v10.4にバンドルされたSafariにプライバシー機能として実装された。その後他のブラウザでも同様の機能が実装され、2008年にはInternet Explorer 8のベータ版にもプライバシーモードが実装されたことが報道機関とIT系ウェブサイトに報じられるなどして、一般的になっていった。
プライバシーモードはブラウザとバージョンによって異なる名称がつけられている。また、プライバシーモードがタブ単位で適用されるかウインドウ単位で適用されるかなどはブラウザによって異なる。
Tor BrowserやOnion Browserについては、常時プライベートブラウジングモードで稼働する。Mozilla FirefoxおよびInternet Explorerでは、Ctrl+⇧ Shift+Pのショートカットキーによってプライベートブラウジング/InPrivateブラウズでウインドウを開くことができる。
| 日付           | ブラウザ                        | 機能の名称                                                   |
| -------------- | ------------------------------- | ------------------------------------------------------------ |
| 2005年4月29日  | Safari 2.0                      | プライベートブラウジング                                     |
| 2008年12月11日 | Google Chrome 1.0               | シークレットウインドウ                                       |
| 2009年2月20日  | Arora 0.5                       | プライバシーモード                                           |
| 2009年3月19日  | Internet Explorer 8.0           | InPrivateブラウズ                                            |
| 2009年6月30日  | Mozilla Firefox 3.5             | プライベートブラウジング                                     |
| 2010年2月21日  | シイラ 2.3                      | プライベートブラウジング                                     |
| 2010年3月2日   | Opera 10.50                     | プライベートタブ / プライベートウインドウ                    |
| 2010年3月23日  | Maxthon 2.5.12.4534             | プライベートブラウジング                                     |
| 2014年11月18日 | Amazon Silk                     | プライベートブラウジング                                     |
| 2015年7月29日  | Microsoft Edge 20.10240.16384.0 | InPrivateブラウズ                                            |
| 2019年11月13日 | Brave                           | プライベートブラウジング (Ctrl+Shift+n or ⌘+Shift+n for Mac) |